# Fosshólar
Fosshólar är en kulle i republiken Island. Den ligger i regionen Austurland, 300 km öster om huvudstaden Reykjavík. Toppen på Fosshólar är 529 meter över havet.
Trakten runt Fosshólar är nära nog obefolkad, med mindre än två invånare per kvadratkilometer. Det finns inga samhällen i närheten. Trakten runt Fosshólar är ofruktbar med lite eller ingen växtlighet.